# Mörtelstein

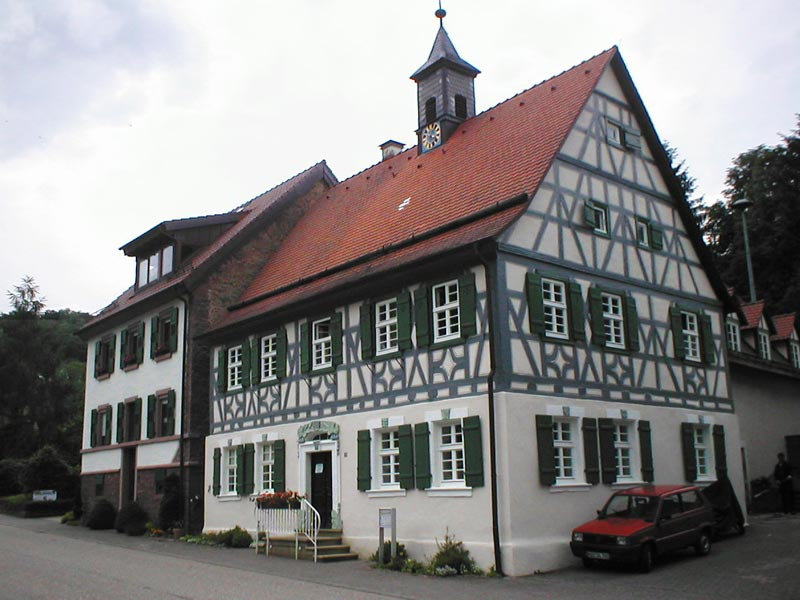
Altes Rathaus in Mörtelstein

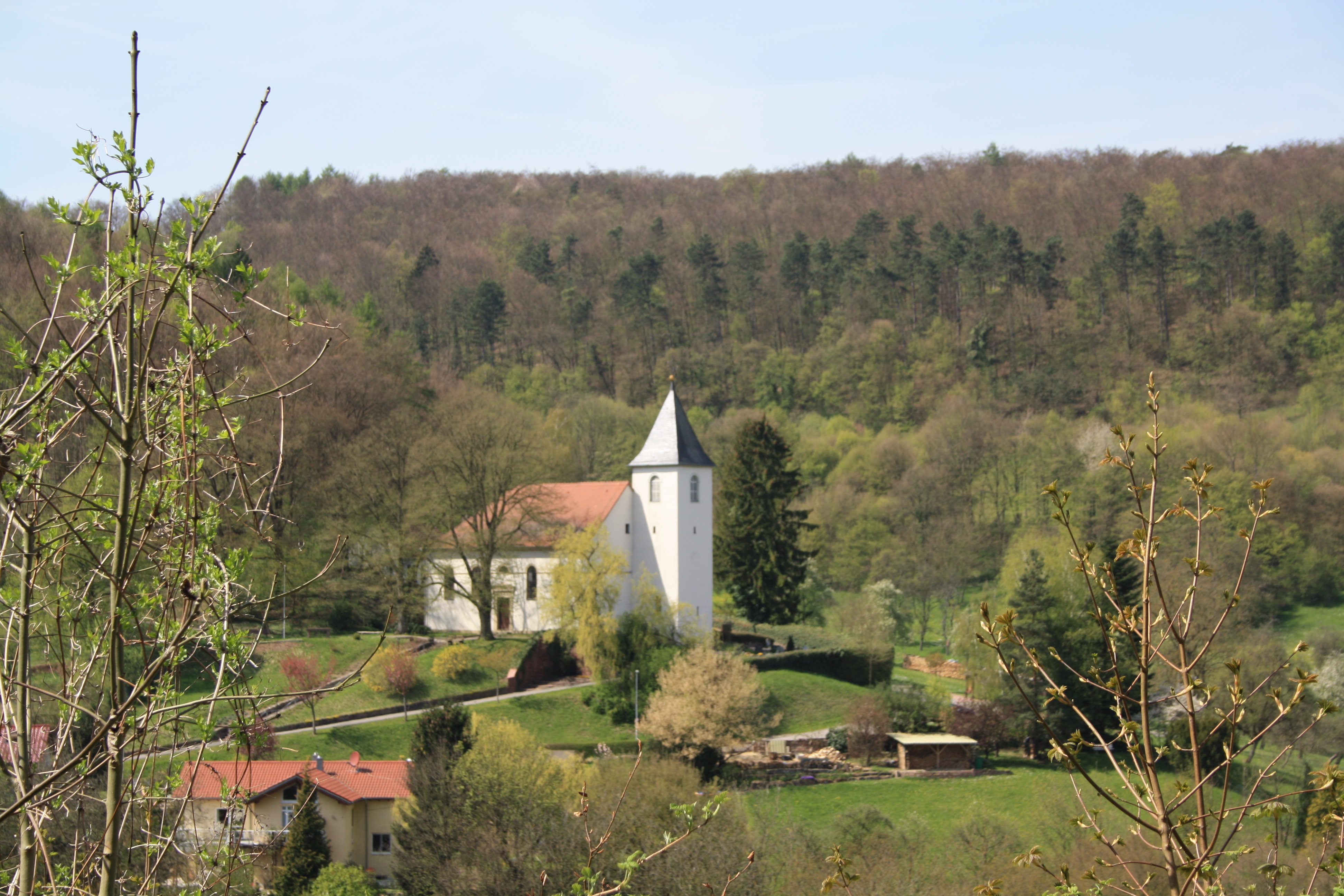
Christuskirche

Mörtelstein, ehemals Mortenstal (um 11. Jh.), ist ein Dorf im Neckar-Odenwald-Kreis im nördlichen Baden-Württemberg, das seit 1971 zu Obrigheim gehört. Die Gemeinde wird 1496 erstmals urkundlich erwähnt.

## Geologie, Geschichte
Der heutige Ortsname leitet sich wohl von den geologischen Verhältnissen ab. So gilt Mörtelstein als lokale Exklave des Muschelkalks (Wellenkalk), der hier an der Grenzlinie zum Buntsandstein-Odenwald zu Tage tritt. Sowohl der angeschnittene Hang am Ostportal des Mörtelsteiner Tunnels als auch der historische Kalkofen bei Asbach belegen eindrucksvoll die geologische Situation vor Ort.
1939 besaß die Gemeinde 257 Einwohner. Ende 1945 waren es 313.  Am 1. Januar 1971 wurde Mörtelstein im Rahmen der Verwaltungsreform nach Obrigheim eingemeindet, zu dieser Zeit betrug die Einwohnerzahl 454 Personen. Seit der Errichtung der katholischen Kirchengemeinde Obrigheim im Jahr 1863 sind die Katholiken von Mörtelstein ihr angeschlossen.

## Wappen
Die Blasonierung lautet: In Blau der silberne Großbuchstabe M, darüber ein goldener Stern und darunter ein goldenes Tatzenkreuz (→ Initialwappen).

## Sehenswürdigkeiten

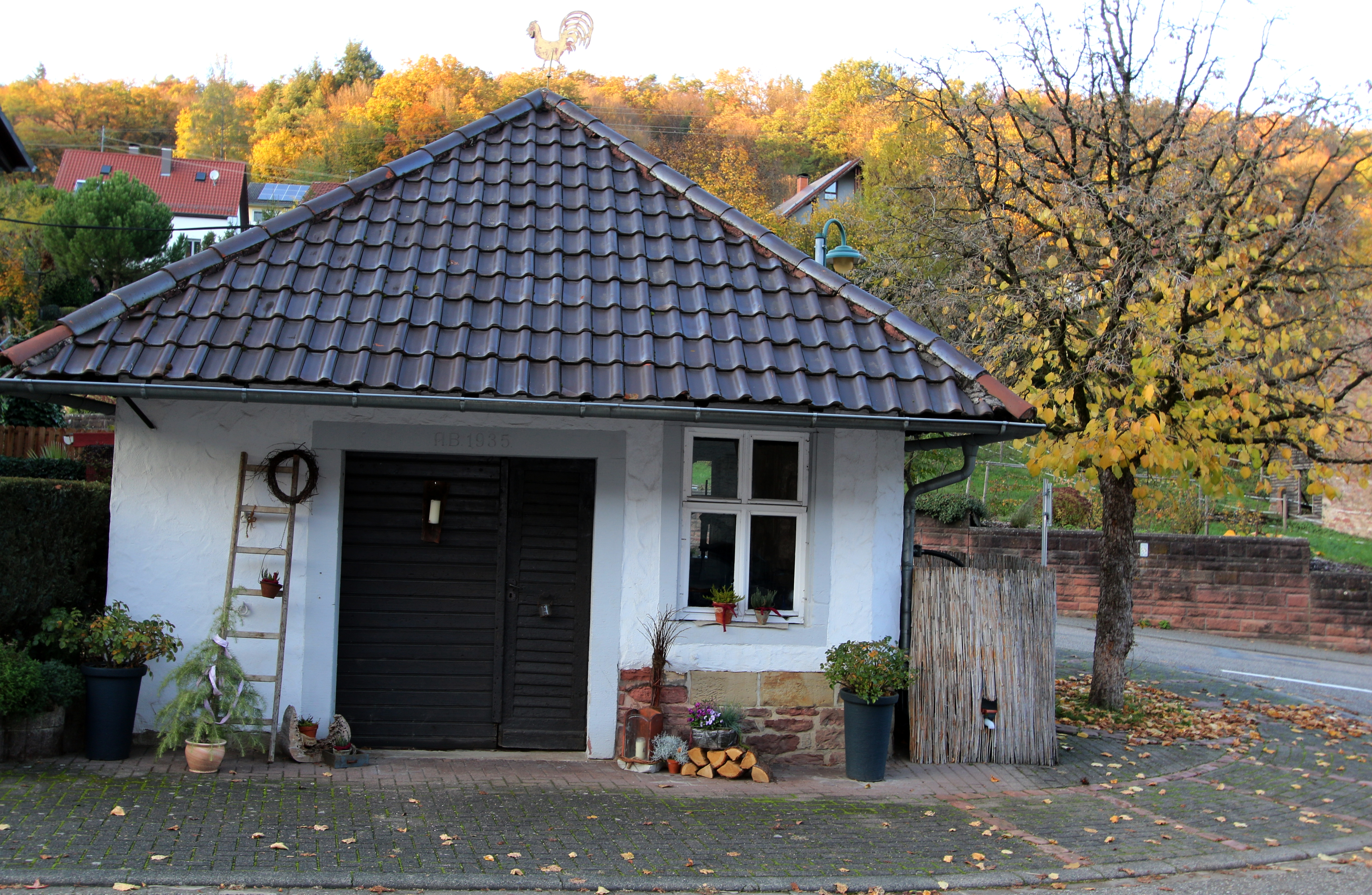
Alte Schmiede

In Mörtelstein befindet sich die 1819 erneuerte Christuskirche, die im Turmsockel spätgotische Fresken aufweist. Sehenswert ist auch das ehemalige Rathaus von 1801. Das zweigeschossige Fachwerkhaus, mit massivem Erdgeschoss, war ursprünglich als Wohnhaus konzipiert. 1856 wurde es von der Gemeinde erworben und zum Schul- und Rathaus umgebaut. Ebenso erwähnenswert sind der Dorfbrunnen von 1899 sowie die Alte Schmiede aus dem 19. Jahrhundert.

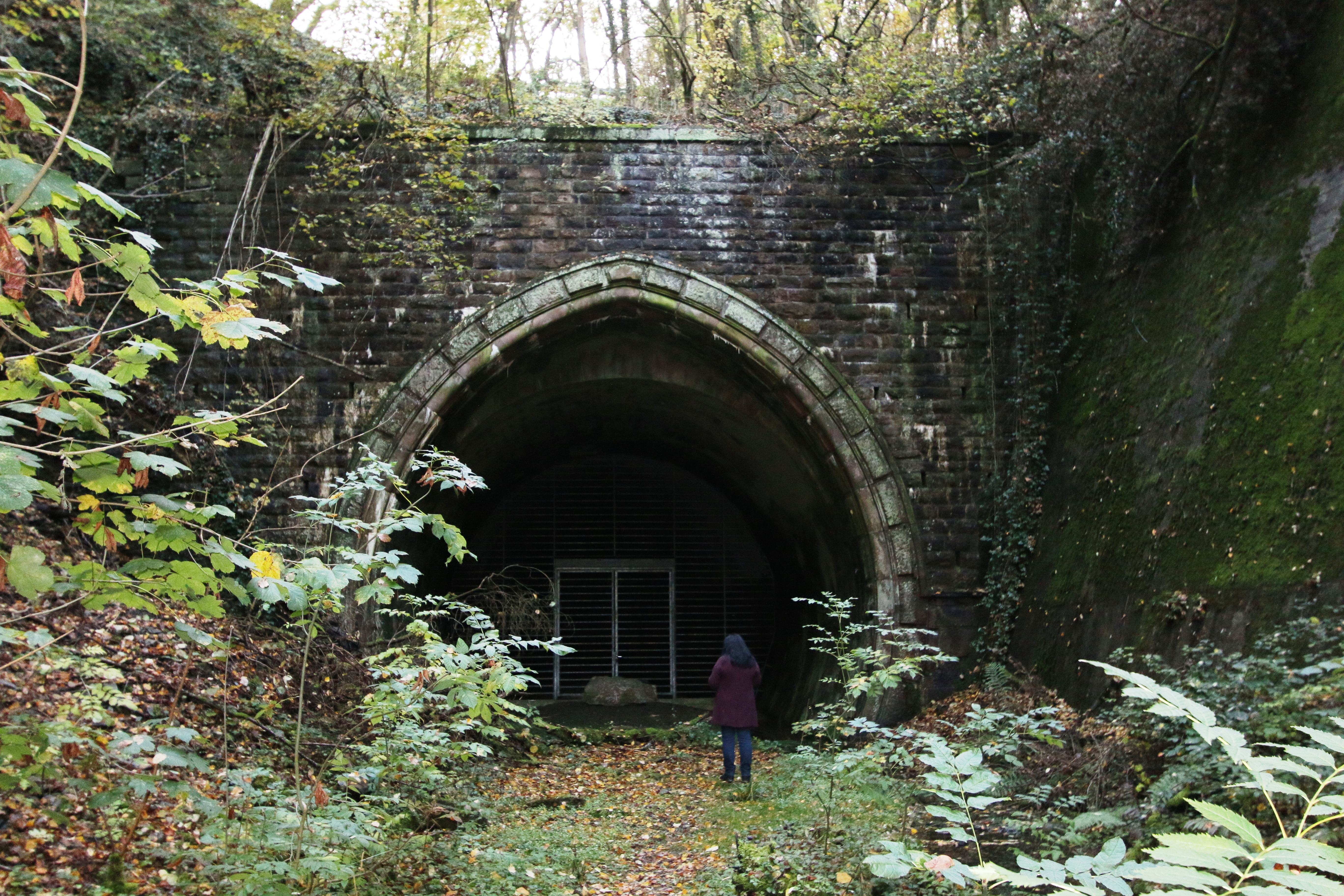
Mörtelsteintunnel, Ostportal (Okt. 2020)

In den bewaldeten Hängen zwischen Mörtelstein und Obrigheim sind historische Weinberg-Terrassen mit Treppen und Formsteinen des hier vom frühen 15. Jahrhundert an betriebenen und vor 1770 wieder aufgegebenen Weinbaus zu erkennen. In der unmittelbaren Umgebung von Mörtelstein befinden sich außerdem Relikte der abgebauten Bahnstrecke Meckesheim–Neckarelz, darunter der 1862 fertiggestellte Erlesrain-Tunnel, der heute noch begehbar ist.
Ein weiterer stillgelegter Tunnel befindet sich zwischen Asbach (Obrigheim) und Mörtelstein. Im Gegensatz zum Erlesrain Tunnel ist das 690 lange Bauwerk aus Sicherheitsgründen und zum Schutz der Fledermäuse verschlossen. Das Ostportal ist über die Bahntrasse noch erreichbar, doch die Vegetation erobert sich die ehemalige Strecke, die 1971 stillgelegt wurde, wieder zurück, sodass bald kein Durchkommen mehr möglich sein wird. Im Inneren des Tunnels dringt Wasser ein und erodiert die Tunnelwände.